# ФК «Славія» (Прага) в сезоні 1916
Сезон ФК «Славія» (Прага) 1916 — сезон чехословацького футбольного клубу «Славія».

## Склад команди
| № | Поз. | Нац.           | Гравець         |
| - | ---- | -------------- | --------------- |
|   | ВР   | Чехословаччина | Главачек        |
|   | ЗХ   | Чехословаччина | Губнер          |
|   | ЗХ   | Чехословаччина | Янко            |
|   | ЗХ   | Чехословаччина | Морвай          |
|   | ЗХ   | Чехословаччина | Рулічка         |
|   | ПЗ   | Чехословаччина | Войтех Заїчек   |
|   | ПЗ   | Чехословаччина | Р.Вальдгегер    |
|   | ПЗ   | Чехословаччина | Франтішек Фіхта |
|   | ПЗ   | Чехословаччина | Курель          |

| № | Поз. | Нац.           | Гравець        |
| - | ---- | -------------- | -------------- |
|   | НП   | Чехословаччина | Йозеф Бєлка    |
|   | НП   | Чехословаччина | Валентин Лоос  |
|   | НП   | Чехословаччина | Гаєк           |
|   | НП   | Чехословаччина | Вацлав Прошек  |
|   | НП   | Чехословаччина | Ян Ванік       |
|   | НП   | Чехословаччина | Ржегак         |
|   | НП   | Чехословаччина | Вацлав Шубрт + |

## Історія
За рік команда зіграла 39 матчів, різниця м'ячів — 184:29. Чемпіонат Чехії (Богемії) не проводився. В кубку милосердя команда не брала участь.

## Товариські матчі
| ТМ 8.04.1916                                                                         | Славія (Прага) | 2:0  | Вікторія Виногради |  |  |
|                                                                                      | Прошек Шубрт   | звіт |                    |  |  |
| Главачек, Морвай, Янко, Губнер, Заїчек, Вальдгегер, Шубрт, Регак, Лоос, Прошек, Гаєк |                |      |                    |  |  |

| ТМ 15.04.1916                                                                        | Славія (Прага) | 5:0  | Розделов |  |  |
|                                                                                      | Прошек Бєлка   | звіт |          |  |  |
| Главачек, Морвай, Янко, Курель, Заїчек, Вальдгегер, Шубрт, Лоос, Бєлка, Прошек, Гаєк |                |      |          |  |  |

| ТМ 22.04.1916 | Славія (Прага)    | 7:2  | Кладно |  |  |
|               | Бєлка Лоос Прошек | звіт |        |  |  |
|               |                   |      |        |  |  |

| ТМ квітень 1916 | Славія (Прага) | 3:0  | Спарта (Кладно) |  |  |
|                 | Бєлка Фіхта    | звіт |                 |  |  |
|                 |                |      |                 |  |  |

- Славія — Вікторія — 5:1
- 21.05.1916. Славія — Ферст Вієнна — 5:0
- Славія — Вікторія — 3:0
- 15.09.1916. Славія — Вінер АФ — 1:2
- 29.09.1916. Славія — Будапешт АК — 2:2
- 5.11.16. Ференцварош — Славія — 1:1
- Славія — Кладно — 2:2
- 19.11.1916. Аматоре — Славія — 3:7
- 3.12.1916. Славія — Аматоре — 4:4